# 北美电话区号870

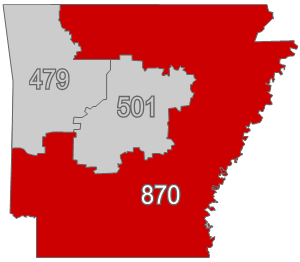
阿肯色州電話區號分佈，紅色區塊為870號區域

电话区号870（英語：Area code 870）是在美国阿肯色州东部和南部提供服务的电话区号。设立于1997年4月4日。它为全州除小石城、史密斯堡和费耶特维尔/斯普林代尔/罗杰斯之外的地区提供服务。该区号覆盖的主要城市有琼斯伯勒、山家、派恩布拉夫、德克萨卡纳、埃尔多拉多和西孟菲斯。